# Terza Divisione 1934-1935
La Terza Divisione 1934-1935 è stata il torneo regionale inferiore di quell’edizione del campionato italiano di calcio, il più basso in assoluto.
La gestione di questo campionato era affidata ai Direttori di Zona, che li organizzavano autonomamente, con la possibilità di ripartire le squadre su più gironi tenendo in alta considerazione le distanze chilometriche, le strade di principale comunicazione e i mezzi di trasporto dell'epoca.

## Regolamento
Fu l’ultima edizione ad utilizzare questa denominazione. Col passaggio ai nomi dequalificati dell’anno successivo, ogni direttorio poteva scegliere come riorganizzare i suoi organici.
Ai fini della mancata partecipazione a gare ufficiali (rinuncia rilevata sul campo dall'arbitro) le società partecipanti al campionato in caso di mancata o ritardata partecipazione erano giustificate solo se avessero portato una giustificazione scritta fatta dal capostazione ferroviario o dal conduttore tramviario e solo in questi casi la gara sarebbe stata rinviata "per causa di forza maggiore" perché in caso di incidenti automobilistici avrebbero perso la partita a tavolino (e ricevuto una penalizzazione).
I Direttori Regionali, nell'organizzare i gironi di finale, attribuivano anche i titoli regionali di campione di Terza Divisione.
A questo campionato partecipavano anche le squadre "Riserve" (qui indicate con la lettera B) e "Allievi" (indicati con la lettera C).

## Piemonte

### Girone A

#### Squadre partecipanti
| Squadra                            | Città                | Stadio | Stagione precedente |
| ---------------------------------- | -------------------- | ------ | ------------------- |
| A.S. Cusiana (B = riserve)         | Omegna (NO)          |        |                     |
| U.S. Gravellonese                  | Gravellona Toce (NO) |        |                     |
| A.C. Intra (B = riserve)           | Intra (NO)           |        |                     |
| O.N.D. Juventus Domo (B = riserve) | Domodossola (NO)     |        |                     |
| U.S. Ornavasso                     | Ornavasso (NO)       |        |                     |
| G.S. Stabilimento Rumianca         | Pieve Vergonte (NO)  |        |                     |
| Dopolavoro Comunale di Stresa      | Stresa (NO)          |        |                     |
| U.S. Verbania                      | Pallanza (NO)        |        |                     |

#### Classifica finale
|  | Pos. | Squadra   | Pt | G  | V | N | P | GF | GS | DR |
|  | ---- | --------- | -- | -- | - | - | - | -- | -- | -- |
|  | 1.   | Ornavasso | ?? | 14 |   |   |   |    |    |    |
|  | 2.   | ??        | ?? | 14 |   |   |   |    |    |    |
|  | 3.   | ??        | ?? | 14 |   |   |   |    |    |    |
|  | 4.   | ??        | ?? | 14 |   |   |   |    |    |    |
|  | 5.   | ??        | ?? | 14 |   |   |   |    |    |    |
|  | 6.   | ??        | ?? | 14 |   |   |   |    |    |    |
|  | 7.   | ??        | ?? | 14 |   |   |   |    |    |    |
|  | 8.   | ??        | ?? | 14 |   |   |   |    |    |    |

Legenda:
      Ammesso alle finali.
Regolamento:
Due punti a vittoria, uno a pareggio, zero a sconfitta.

### Girone B

#### Squadre partecipanti
| Squadra                         | Città                         | Stadio | Stagione precedente |
| ------------------------------- | ----------------------------- | ------ | ------------------- |
| U.S. Camerese                   | Cameri (NO)                   |        |                     |
| U.S. Castellettese              | Castelletto sopra Ticino (NO) |        |                     |
| U.S. Coggiola                   | Coggiola (VC)                 |        |                     |
| G.C. Gattinaresi                | Gattinara (VC)                |        |                     |
| G.S.F. Leonardi                 | Gattico (NO)                  |        |                     |
| Dopolavoro Nodari               | Romagnano Sesia (NO)          |        |                     |
| U.S. Pro Vercelli (B = riserve) | Vercelli                      |        |                     |
| Suno S.C.                       | Suno (NO)                     |        |                     |
| U.S. Varalpombiese              | Varallo Pombia (NO)           |        |                     |

#### Classifica finale
|  | Pos. | Squadra            | Pt | G  | V  | N | P  | GF | GS | DR  |
|  | ---- | ------------------ | -- | -- | -- | - | -- | -- | -- | --- |
|  | 1.   | Coggiola           | 23 | 16 | 11 | 1 | 4  | 61 | 23 | +38 |
|  | 2.   | Pro Vercelli B     | 22 | 16 | 9  | 4 | 3  | 31 | 23 | +8  |
|  | 3.   | Gattinaresi        | 20 | 16 | 9  | 2 | 5  | 34 | 31 | +3  |
|  | 4.   | Leonardi           | 18 | 16 | 7  | 4 | 5  | 30 | 37 | -7  |
|  | 5.   | Nodari             | 16 | 16 | 7  | 2 | 7  | 45 | 32 | +13 |
|  | 6.   | Camerese           | 13 | 16 | 6  | 1 | 9  | 40 | 42 | -2  |
|  | 6.   | Suno               | 13 | 16 | 5  | 3 | 8  | 30 | 36 | -6  |
|  | 8.   | Varalpombiese (-1) | 11 | 16 | 4  | 4 | 8  | 22 | 35 | -13 |
|  | 9.   | Castellettese (-1) | 6  | 16 | 2  | 3 | 11 | 14 | 48 | -34 |

Legenda:
      Ammesso alle finali.
Regolamento:
Due punti a vittoria, uno a pareggio, zero a sconfitta.
Note:
Varalpombiese e Castellettese hanno scontato 1 punto di penalizzazione in classifica per una rinuncia.

### Girone C

#### Squadre partecipanti
| Squadra                     | Città               | Stadio | Stagione precedente |
| --------------------------- | ------------------- | ------ | ------------------- |
| A.S. Biellese (B = riserve) | Biella (VC)         |        |                     |
| O.N.D. Castellamonte        | Castellamonte (TO)  |        |                     |
| G.S.F. Chivasso             | Chivasso (TO)       |        |                     |
| A.C. Cossato                | Cossato (VC)        |        |                     |
| G.S. FIAT                   | Torino              |        |                     |
| SNIA Abbadia di Stura       | Torino              |        |                     |
| F.C. Torino (C = allievi)   | Torino              |        |                     |
| U.S. Valle Cervo            | Sagliano Micca (VC) |        |                     |

#### Classifica finale
|  | Pos. | Squadra         | Pt | G  | V | N | P | GF | GS | DR  |
|  | ---- | --------------- | -- | -- | - | - | - | -- | -- | --- |
|  | 1.   | Castellamonte   | 19 | 14 | 8 | 3 | 3 | 23 | 12 | +11 |
|  | 2.   | Cossato         | 17 | 14 | 7 | 3 | 4 | 33 | 18 | +15 |
|  | 3.   | La Chivasso     | 16 | 14 | 7 | 2 | 5 | 30 | 26 | +4  |
|  | 4.   | Valle Cervo     | 14 | 14 | 6 | 2 | 6 | 20 | 26 | -6  |
|  | 5.   | Biellese B (-1) | 12 | 14 | 4 | 5 | 5 | 18 | 21 | -3  |
|  | 5.   | Fiat            | 12 | 14 | 5 | 2 | 7 | 25 | 29 | -4  |
|  | 7.   | Torino C (-1)   | 11 | 14 | 6 | 0 | 8 | 26 | 30 | -4  |
|  | 8.   | SNIA Abbadia    | 9  | 14 | 3 | 3 | 8 | 15 | 28 | -13 |

Legenda:
      Ammesso alle finali.
Regolamento:
Due punti a vittoria, uno a pareggio, zero a sconfitta.
Note:
Biellese B e Torino C hanno scontato 1 punto di penalizzazione in classifica per una rinuncia.

### Girone D

#### Squadre partecipanti
| Squadra                        | Città                 | Stadio | Stagione precedente |
| ------------------------------ | --------------------- | ------ | ------------------- |
| Alessandria U.S. (B = riserve) | Alessandria           |        |                     |
| A.C. Asti (B = riserve)        | Asti                  |        |                     |
| Chieri F.C.                    | Chieri (TO)           |        |                     |
| G.S. Gutermann                 | Perosa Argentina (TO) |        |                     |
| G.S. Lancia                    | Torino                |        |                     |
| A.S. Mondovì                   | Mondovì (CN)          |        |                     |
| Pinerolo F.C. (B = riserve)    | Pinerolo (TO)         |        |                     |
| Saviglianese (B = riserve)     | Savigliano (CN)       |        |                     |
| A.S. Solerina                  | Solero (AL)           |        |                     |
| U.S. Valpellice                | Torre Pellice (TO)    |        |                     |

#### Classifica finale
|  | Pos. | Squadra       | Pt       | G  | V | N | P | GF | GS | DR |
|  | ---- | ------------- | -------- | -- | - | - | - | -- | -- | -- |
|  | 1.   | Chieri        | 17       | 12 |   |   |   |    |    |    |
|  | 2.   | Pinerolo      | 16       | 12 |   |   |   |    |    |    |
|  | 3.   | Gutermann     | 12       | 12 |   |   |   |    |    |    |
|  | 4.   | Asti B (-2)   | 10       | 12 |   |   |   |    |    |    |
|  | 5.   | Val Pellice   | 10       | 11 |   |   |   |    |    |    |
|  | 6.   | Lancia        | 9        | 12 |   |   |   |    |    |    |
|  | 7.   | Solerina      | 6        | 11 |   |   |   |    |    |    |
|  | --   | Saviglianese  | Ritirato |    |   |   |   |    |    |    |
|  | --   | Mondovì       | Ritirato |    |   |   |   |    |    |    |
|  | --   | Alessandria B | Ritirato |    |   |   |   |    |    |    |

Legenda:
      Ammesso alle finali.
 Ritirato durante il campionato.
Regolamento:
Due punti a vittoria, uno a pareggio, zero a sconfitta.
Note:
Alessandria B è iscritta, ma non partecipa al campionato.
Solerina e Valpellice una partita in meno.
Asti B ha scontato 2 punti di penalizzazione in classifica per due rinunce.

### Girone finale
|  | Pos. | Squadra       | Pt       | G | V | N | P | GF | GS | DR |
|  | ---- | ------------- | -------- | - | - | - | - | -- | -- | -- |
|  | 1.   | Castellamonte | 7        | 4 | 3 | 1 | 0 | 10 | 4  | +6 |
|  | 2.   | Coggiola      | 4        | 4 | 1 | 2 | 1 | 4  | 4  | 0  |
|  | 3.   | Chieri        | 1        | 4 | 0 | 1 | 3 | 1  | 7  | -6 |
|  | --   | Ornavasso     | Ritirato |   |   |   |   |    |    |    |

Legenda:

      Vincitore
 Ritirato durante il campionato.
Regolamento:
Due punti a vittoria, uno a pareggio, zero a sconfitta.

## Lombardia
61 squadre iscritte, gironi ridotti a sei.

### Girone A

#### Squadre partecipanti
| Squadra                               | Città                 | Stadio | Stagione precedente |
| ------------------------------------- | --------------------- | ------ | ------------------- |
| U.S. Angera                           | Angera (VA)           |        |                     |
| U.S. Arnatese                         | Arnate (VA)           |        |                     |
| U.S. Cardanese                        | Cardano al Campo (VA) |        |                     |
| F.G.C. Casbeno                        | Varese-Casbeno        |        |                     |
| Gaviratese                            | Gavirate (VA)         |        |                     |
| F.G.C. Germignaga                     | Germignaga (VA)       |        |                     |
| A.C. Ispra                            | Ispra (VA)            |        |                     |
| G.S. Maddalena                        | Somma Lombardo (VA)   |        |                     |
| S.G. Sempre Liberi                    | Cassano Magnago (VA)  |        |                     |
| D.A. S.I.A.I. Marchetti (B = riserve) | Sesto Calende (VA)    |        |                     |
| U.S. Tainese                          | Taino (VA)            |        |                     |
| Varese Sportiva (B = riserve)         | Varese                |        |                     |

#### Classifica finale
|  | Pos. | Squadra | Pt | G  | V | N | P | GF | GS | DR |
|  | ---- | ------- | -- | -- | - | - | - | -- | -- | -- |
|  | 1.   | ??      | ?? | 22 |   |   |   |    |    |    |
|  | 2.   | ??      | ?? | 22 |   |   |   |    |    |    |
|  | 3.   | ??      | ?? | 22 |   |   |   |    |    |    |
|  | 4.   | ??      | ?? | 22 |   |   |   |    |    |    |
|  | 5.   | ??      | ?? | 22 |   |   |   |    |    |    |
|  | 6.   | ??      | ?? | 22 |   |   |   |    |    |    |
|  | 7.   | ??      | ?? | 22 |   |   |   |    |    |    |
|  | 8.   | ??      | ?? | 22 |   |   |   |    |    |    |
|  | 9.   | ??      | ?? | 22 |   |   |   |    |    |    |
|  | 10.  | ??      | ?? | 22 |   |   |   |    |    |    |
|  | 11.  | ??      | ?? | 22 |   |   |   |    |    |    |
|  | 12.  | ??      | ?? | 22 |   |   |   |    |    |    |

Legenda:
      Ammesso alle finali.
Regolamento:
Due punti a vittoria, uno a pareggio, zero a sconfitta.
Pari merito in caso di pari punti se non in zona promozione/finali.

### Girone B

#### Squadre partecipanti
| Squadra                                              | Città                 | Stadio | Stagione precedente |
| ---------------------------------------------------- | --------------------- | ------ | ------------------- |
| Dop. A.C.N.A. (Aziende Chimiche Nazionali Associate) | Cesano Maderno (MI)   |        |                     |
| U.S. Caronnese                                       | Caronno Milanese (VA) |        |                     |
| S.G. Gallaratese (B = riserve)                       | Gallarate (VA)        |        |                     |
| S.S. La Folgore (B = riserve)                        | Cesano Maderno (MI)   |        |                     |
| Nerviano                                             | Nerviano (MI)         |        |                     |
| Dop. Ferrovie Nord Edison (B = riserve)              | Novate Milanese (MI)  |        |                     |
| G.S. Rescaldinese                                    | Rescaldina (MI)       |        |                     |
| U.S. Rhodense (B = riserve)                          | Rho (MI)              |        |                     |
| Sabaudia                                             | Bovisio Masciago (MI) |        |                     |
| Saronno F.C. (B = riserve)                           | Saronno (VA)          |        |                     |
| Vis Nova S.C. (B = riserve)                          | Giussano (MI)         |        |                     |

#### Classifica finale
|  | Pos. | Squadra                       | Pt       | G  | V | N | P | GF | GS | DR |
|  | ---- | ----------------------------- | -------- | -- | - | - | - | -- | -- | -- |
|  | 1.   | Rescaldinese                  | 25       | 20 |   |   |   |    |    |    |
|  | 2.   | ??                            | ??       | 20 |   |   |   |    |    |    |
|  | 3.   | ??                            | ??       | 20 |   |   |   |    |    |    |
|  | 4.   | ??                            | ??       | 20 |   |   |   |    |    |    |
|  | 5.   | ??                            | ??       | 20 |   |   |   |    |    |    |
|  | 6.   | ??                            | ??       | 20 |   |   |   |    |    |    |
|  | 7.   | ??                            | ??       | 20 |   |   |   |    |    |    |
|  | 8.   | ??                            | ??       | 20 |   |   |   |    |    |    |
|  | 9.   | ??                            | ??       | 20 |   |   |   |    |    |    |
|  | 10.  | ??                            | ??       | 20 |   |   |   |    |    |    |
|  | --.  | Dop. Ferrovie Nord Edison (B) | Ritirato |    |   |   |   |    |    |    |

Legenda:
      Ammesso alle finali.
Regolamento:
Due punti a vittoria, uno a pareggio, zero a sconfitta.
Pari merito in caso di pari punti se non in zona promozione/finali.

### Girone C

#### Squadre partecipanti
| Squadra                        | Città                    | Stadio | Stagione precedente |
| ------------------------------ | ------------------------ | ------ | ------------------- |
| U.S. Agratese                  | Agrate Brianza (MI)      |        |                     |
| Audax et Fortis                | Romano di Lombardia (BG) |        |                     |
| Crema F.C. (B = riserve)       | Crema (CR)               |        |                     |
| U.S. Melzese (B = riserve)     | Melzo (MI)               |        |                     |
| U.S. Pontevichese              | Pontevico (BS)           |        |                     |
| U.S. Soresinese (B = riserve)  | Soresina (CR)            |        |                     |
| G.S. Carlo Tresoldi            | Cassano d'Adda (MI)      |        |                     |
| C.S. Trevigliese (B = riserve) | Treviglio (BG)           |        |                     |
| F.G.C. Trezzo                  | Trezzo d'Adda (MI)       |        |                     |
| Truccazzano                    | Truccazzano (MI)         |        |                     |

#### Classifica finale
|  | Pos. | Squadra    | Pt | G  | V | N | P | GF | GS | DR |
|  | ---- | ---------- | -- | -- | - | - | - | -- | -- | -- |
|  | 1.   | ??         | ?? | 18 |   |   |   |    |    |    |
|  | 2.   | ??         | ?? | 18 |   |   |   |    |    |    |
|  | 3.   | FGC Trezzo | ?? | 18 |   |   |   |    |    |    |
|  | 4.   | ??         | ?? | 18 |   |   |   |    |    |    |
|  | 5.   | ??         | ?? | 18 |   |   |   |    |    |    |
|  | 6.   | ??         | ?? | 18 |   |   |   |    |    |    |
|  | 7.   | ??         | ?? | 18 |   |   |   |    |    |    |
|  | 8.   | ??         | ?? | 18 |   |   |   |    |    |    |
|  | 9.   | ??         | ?? | 18 |   |   |   |    |    |    |
|  | 10.  | ??         | ?? | 18 |   |   |   |    |    |    |

Legenda:
      Ammesso alle finali.
Regolamento:
Due punti a vittoria, uno a pareggio, zero a sconfitta.
Pari merito in caso di pari punti se non in zona promozione/finali.

### Girone D

#### Squadre partecipanti
| Squadra                                       | Città        | Stadio | Stagione precedente |
| --------------------------------------------- | ------------ | ------ | ------------------- |
| U.S. Ardens (B = riserve)                     | Bergamo      |        |                     |
| Atalanta e Bergamasca Sez. Calcio (C=allievi) | Bergamo      |        |                     |
| G.S. Camozzi                                  | Ranica (BG)  |        |                     |
| A.C. Lecco (B = riserve)                      | Lecco (CO)   |        |                     |
| F.G.C. Lecco                                  | Lecco (CO)   |        |                     |
| A.C. Monza (B = riserve)                      | Monza (MI)   |        | girone B            |
| S.C. Oggiono                                  | Oggiono (CO) |        |                     |
| Sebinia Lovere                                | Lovere (BG)  |        |                     |
| U.S. Tiranese                                 | Tirano (SO)  |        |                     |

#### Classifica finale
|  | Pos. | Squadra        | Pt       | G  | V  | N | P  | GF | GS | DR  |
|  | ---- | -------------- | -------- | -- | -- | - | -- | -- | -- | --- |
|  | 1.   | Camozzi        | 21       | 14 | 10 | 1 | 3  | 39 | 19 | +20 |
|  | 2.   | Monza B (-1)   | 20       | 14 | 10 | 1 | 3  | 44 | 20 | +24 |
|  | 3.   | Atalanta B     | 16       | 14 | 7  | 2 | 5  | 30 | 22 | +8  |
|  | 4.   | Oggiono (-1)   | 14       | 14 | 7  | 1 | 6  | 18 | 24 | -6  |
|  | 5.   | Tiranese       | 12       | 13 | 5  | 2 | 6  | 23 | 31 | -8  |
|  | 6.   | Lecco B        | 9        | 14 | 3  | 3 | 8  | 18 | 34 | -16 |
|  | 7.   | Sebinia Lovere | 5        | 13 | 2  | 1 | 10 | 20 | 34 | -14 |
|  | --   | Ardens B       | Ritirato |    |    |   |    |    |    |     |
|  | --   | FGC Lecco      | Ritirato |    |    |   |    |    |    |     |

Legenda:
      Ammesso alle finali.
 Ritirato durante il campionato.
Regolamento:
Due punti a vittoria, uno a pareggio, zero a sconfitta.
In caso di pari punti per le squadre fuori dalla zona promozione e retrocessione era in vigore il pari merito.
Note:
Oggiono e Monza B hanno scontato 1 punto di penalizzazione in classifica per una rinuncia.
Tiranese e Sebinia una partita in meno.

### Girone E

#### Squadre partecipanti
| Squadra                        | Città              | Stadio | Stagione precedente   |
| ------------------------------ | ------------------ | ------ | --------------------- |
| Abbiategrasso A.S.             | Abbiategrasso (MI) |        |                       |
| Alleanza F.C. (B = riserve)    | Milano             |        |                       |
| U.S. Cassolese "Gino Villani"  | Cassolnovo (PV)    |        |                       |
| O.N.D. Cernusco (B = riserve)  | Cernusco (MI)      |        |                       |
| Filocantanti (B = riserve)     | Milano-Bovisa      |        |                       |
| F.G.C. Fabio Filzi             | Milano             |        |                       |
| Sport Iris 1914 (B = riserve)  | Milano             |        |                       |
| Milan F.C. (C=allievi)         | Milano             |        | girone C 2ª Divisione |
| Ugo Pepe                       | Pioltello (MI)     |        |                       |
| U.S. Vimercatese (B = riserve) | Vimercate (MI)     |        |                       |

#### Classifica finale
|  | Pos. | Squadra       | Pt | G  | V | N | P | GF | GS | DR |
|  | ---- | ------------- | -- | -- | - | - | - | -- | -- | -- |
|  | 1.   | ??            | ?? | 18 |   |   |   |    |    |    |
|  | 2.   | ??            | ?? | 18 |   |   |   |    |    |    |
|  | 3.   | Abbiategrasso | ?? | 18 |   |   |   |    |    |    |
|  | 4.   | ??            | ?? | 18 |   |   |   |    |    |    |
|  | 5.   | ??            | ?? | 18 |   |   |   |    |    |    |
|  | 6.   | ??            | ?? | 18 |   |   |   |    |    |    |
|  | 7.   | ??            | ?? | 18 |   |   |   |    |    |    |
|  | 8.   | ??            | ?? | 18 |   |   |   |    |    |    |
|  | 9.   | ??            | ?? | 18 |   |   |   |    |    |    |
|  | 10.  | ??            | ?? | 18 |   |   |   |    |    |    |

Legenda:
      Ammesso alle finali.
Regolamento:
Due punti a vittoria, uno a pareggio, zero a sconfitta.
Pari merito in caso di pari punti se non in zona promozione/finali.

### Girone F

#### Squadre partecipanti
| Squadra                            | Città                      | Stadio | Stagione precedente |
| ---------------------------------- | -------------------------- | ------ | ------------------- |
| U.S. Cusano-Milanino (B = riserve) | Cusano Milanino (MI)       |        |                     |
| Farini S.C.                        | Milano                     |        |                     |
| G.S. Fiamma Cremisi                | Milano                     |        |                     |
| Dop. Isotta Fraschini              | Milano                     |        |                     |
| Montello F.C. (B = riserve)        | Milano                     |        |                     |
| G.S. Paolo Grassigli               | Milano                     |        |                     |
| Piacenza F.C. (B = riserve)        | Piacenza                   |        |                     |
| Redaelli                           | Milano-Rogoredo            |        |                     |
| Sant'Angelo Sportiva               | Sant'Angelo Lodigiano (MI) |        |                     |

#### Classifica finale
|  | Pos. | Squadra                | Pt       | G  | V | N | P | GF | GS | DR |
|  | ---- | ---------------------- | -------- | -- | - | - | - | -- | -- | -- |
|  | 1.   | Paolo Grassigli        | 25       | 14 |   |   |   |    |    |    |
|  | 2.   | Redaelli               | 24       | 14 |   |   |   |    |    |    |
|  | 3.   | Isotta Fraschini       | 21       | 14 |   |   |   |    |    |    |
|  | 4.   | Fiamma Cremisi         | 17       | 14 |   |   |   |    |    |    |
|  | 5.   | Sant'Angelo Sportiva   | 13       | 14 |   |   |   |    |    |    |
|  | 6.   | Piacenza B (-1)        | 11       | 14 |   |   |   |    |    |    |
|  | 7.   | Montello B (-1)        | 4        | 14 |   |   |   |    |    |    |
|  | 7.   | Cusano-Milanino B (-1) | 4        | 14 |   |   |   |    |    |    |
|  | --   | Farini                 | Ritirato |    |   |   |   |    |    |    |

Legenda:
      Ammesso alle finali.
      Successivamente ammesso in Prima Divisione 1935-1936.
 Ritirato durante il campionato.
Regolamento:
Due punti a vittoria, uno a pareggio, zero a sconfitta.
Note:
Piacenza B, Montello B e Cusano-Milanino B hanno scontato 1 punto di penalizzazione in classifica per una rinuncia.
Isotta Fraschini scelta dal Direttorio Lombardo per la nuova Prima Divisione Regionale.

## Veneto

### Girone A

#### Squadre partecipanti
| Squadra                      | Città                   | Stadio | Stagione precedente |
| ---------------------------- | ----------------------- | ------ | ------------------- |
| A.C. Bassano (B = riserve)   | Bassano del Grappa (VI) |        |                     |
| Dop. Comunale Cittadella     | Cittadella (PD)         |        |                     |
| A.C. Dop. Comunale Dolo      | Dolo (VE)               |        |                     |
| A.S. "Giovanni Monti"        | Cavarzere (VE)          |        |                     |
| U.S. Marosticense            | Marostica (VI)          |        |                     |
| Motta di Livenza             | Motta di Livenza (TV)   |        |                     |
| A.F.C. Mestre                | Venezia-Mestre          |        |                     |
| Petrarca F.C.                | Padova                  |        |                     |
| A.F.C. Venezia (C = allievi) | Venezia                 |        |                     |

#### Classifica finale
|  | Pos. | Squadra          | Pt       | G  | V  | N | P  | GF | GS | DR  |
|  | ---- | ---------------- | -------- | -- | -- | - | -- | -- | -- | --- |
|  | 1.   | Venezia C        | 27       | 15 | 12 | 3 | 0  | 36 | 12 | +24 |
|  | 2.   | Mestre           | 19       | 15 | 7  | 5 | 3  | 26 | 20 | +6  |
|  | 3.   | Cittadella       | 18       | 15 | 7  | 4 | 4  | 36 | 20 | +16 |
|  | 4.   | Bassano B        | 14       | 15 | 6  | 2 | 7  | 25 | 28 | -3  |
|  | 4.   | G. Monti         | 14       | 15 | 5  | 4 | 6  | 22 | 25 | -3  |
|  | 4.   | Marosticense     | 14       | 14 | 6  | 2 | 6  | 15 | 22 | -7  |
|  | 7.   | Petrarca         | 7        | 15 | 3  | 1 | 11 | 21 | 38 | -17 |
|  | 8.   | Dolo             | 6        | 14 | 3  | 0 | 11 | 21 | 39 | -18 |
|  | --   | Motta di Livenza | Ritirato |    |    |   |    |    |    |     |

Legenda:
      Ammesso alle finali.
 Ritirato durante il campionato.
Regolamento:
Due punti a vittoria, uno a pareggio, zero a sconfitta.

### Girone B

#### Squadre partecipanti
| Squadra                            | Città                    | Stadio | Stagione precedente |
| ---------------------------------- | ------------------------ | ------ | ------------------- |
| S.S. Adriese                       | Adria (RO)               |        |                     |
| G.S. Giorgione (B = riserve)       | Castelfranco Veneto (TV) |        |                     |
| A.C. Lanerossi Schio (B = riserve) | Schio (VI)               |        |                     |
| Dopolavoro Lanificio Rossi         | Piovene Rocchette (VI)   |        |                     |
| Dop. Az. Marzotto (B = riserve)    | Valdagno (VI)            |        |                     |
| A.C. Dop. Comunale Montagnana      | Montagnana (PD)          |        |                     |
| A.F.C. "G. Pelà"                   | Este (PD)                |        |                     |
| Dop. Az. Pellizzari                | Arzignano (VI)           |        |                     |

#### Classifica finale
|  | Pos. | Squadra             | Pt       | G  | V | N | P  | GF | GS | DR  |
|  | ---- | ------------------- | -------- | -- | - | - | -- | -- | -- | --- |
|  | 1.   | Lanificio Rossi     | 18       | 13 | 7 | 4 | 2  | 26 | 13 | +13 |
|  | 2.   | Marzotto Valdagno B | 16       | 13 | 8 | 0 | 5  | 33 | 25 | +8  |
|  | 3.   | Adriese             | 15       | 13 | 7 | 1 | 5  | 19 | 19 | 0   |
|  | 4.   | G. Pelà             | 14       | 13 | 6 | 2 | 5  | 26 | 20 | +6  |
|  | 4.   | Pellizzari          | 14       | 13 | 6 | 2 | 5  | 27 | 22 | +5  |
|  | 6.   | Schio B (-1)        | 9        | 13 | 4 | 2 | 7  | 18 | 28 | -10 |
|  | 7.   | Giorgione B         | 3        | 13 | 0 | 3 | 10 | 10 | 38 | -28 |
|  | --   | Montagnana          | Ritirato |    |   |   |    |    |    |     |

Legenda:
      Ammesso alle finali.
 Ritirato durante il campionato.
Regolamento:
Due punti a vittoria, uno a pareggio, zero a sconfitta.
Note:
Schio B ha scontato 1 punto di penalizzazione in classifica per una rinuncia.

### Girone finale
- Cittadella
- G. Pelà
- Lanificio Rossi
- Pellizzari
- Mestre
- Venezia C

#### Classifica finale
|  | Pos. | Squadra | Pt       | G | V | N | P | GF | GS | DR |
|  | ---- | ------- | -------- | - | - | - | - | -- | -- | -- |
|  | 1.   | ??      | ??       | 8 |   |   |   |    |    |    |
|  | 2.   | Mestre  | ??       | 8 |   |   |   |    |    |    |
|  | 3.   | ??      | ??       | 8 |   |   |   |    |    |    |
|  | 4.   | ??      | ??       | 8 |   |   |   |    |    |    |
|  | --   | G. Pelà | Ritirato |   |   |   |   |    |    |    |

Legenda:
      Campione Veneto di Terza Divisione 1934-1935.
      Successivamente ammesso in Prima Divisione 1935-1936.
 Ritirato durante il campionato.
Regolamento:
Due punti a vittoria, uno a pareggio, zero a sconfitta.
In caso di pari punti per le squadre fuori dalla zona promozione e retrocessione era in vigore il pari merito.

## Venezia Giulia

### Girone unico
- U.S. Fiumana (B = riserve), Fiume
- G.S. Giovanni Grion (B = riserve), Pola
- S.S. Ponziana (B = riserve), Trieste
- U.S. Triestina (C = allievi), Trieste

## Liguria

### Girone A

#### Squadre partecipanti
| Squadra                          | Città                  | Stadio | Stagione precedente |
| -------------------------------- | ---------------------- | ------ | ------------------- |
| S.C. Alassio (B = riserve)       | Alassio (SV)           |        |                     |
| Albingaunia Sport (B = riserve)  | Albenga (SV)           |        |                     |
| A.S. Finalese                    | Finale Ligure (SV)     |        |                     |
| U.S. Imperia (B = riserve)       | Imperia                |        |                     |
| Pol. Loanese                     | Loano (SV)             |        |                     |
| U.S. Maurina (B = riserve)       | Imperia-Porto Maurizio |        |                     |
| U.S. Sanremese (B = riserve)     | Sanremo (IM)           |        |                     |
| U.S. Ventimigliese (B = riserve) | Ventimiglia (IM)       |        |                     |

#### Classifica finale
|  | Pos. | Squadra         | Pt | G  | V | N | P | GF | GS | DR |
|  | ---- | --------------- | -- | -- | - | - | - | -- | -- | -- |
|  | 1.   | Loanese         | 19 | 14 |   |   |   |    |    |    |
|  | 1.   | Sanremese B     | 19 | 14 |   |   |   |    |    |    |
|  | 3.   | Finalese        | 18 | 14 |   |   |   |    |    |    |
|  | 4.   | Ventimigliese B | 14 | 14 |   |   |   |    |    |    |
|  | 5.   | Alassio B       | 12 | 14 |   |   |   |    |    |    |
|  | 5.   | Imperia B       | 12 | 14 |   |   |   |    |    |    |
|  | 7.   | Albingaunia B   | 9  | 14 |   |   |   |    |    |    |
|  | 4.   | Maurina B       | 9  | 14 |   |   |   |    |    |    |

Legenda:
      Ammesso alle finali.
Regolamento:
Due punti a vittoria, uno a pareggio, zero a sconfitta.
In caso di pari punti per le squadre fuori dalla zona promozione e retrocessione era in vigore il pari merito.

### Girone B

#### Squadre partecipanti
| Squadra                                      | Città            | Stadio | Stagione precedente |
| -------------------------------------------- | ---------------- | ------ | ------------------- |
| Genova 1893 Circolo del Calcio (C = allievi) | Genova           |        |                     |
| A.C. Savona (B = riserve)                    | Savona           |        |                     |
| G.S. Scarpa e Magnano                        | Savona           |        |                     |
| Vado Azogeno                                 | Vado Ligure (SV) |        |                     |
| A.S. Varazze (B = riserve)                   | Varazze (SV)     |        |                     |
| U.S. Virtus                                  | Savona           |        |                     |

#### Classifica finale
|  | Pos. | Squadra          | Pt | G  | V | N | P | GF | GS | DR |
|  | ---- | ---------------- | -- | -- | - | - | - | -- | -- | -- |
|  | 1.   | Vado Azogeno     | 15 | 10 |   |   |   |    |    |    |
|  | 2.   | Savona B         | 12 | 10 |   |   |   |    |    |    |
|  | 3.   | Virtus           | 10 | 10 |   |   |   |    |    |    |
|  | 4.   | Scarpa & Magnano | 9  | 10 |   |   |   |    |    |    |
|  | 4.   | Genova 1893 C    | 9  | 10 |   |   |   |    |    |    |
|  | 6.   | Varazze B        | 5  | 10 |   |   |   |    |    |    |

Legenda:
      Ammesso alle finali.
Regolamento:
Due punti a vittoria, uno a pareggio, zero a sconfitta.
In caso di pari punti per le squadre fuori dalla zona promozione e retrocessione era in vigore il pari merito.

### Girone C

#### Squadre partecipanti
| Squadra                           | Città            | Stadio | Stagione precedente |
| --------------------------------- | ---------------- | ------ | ------------------- |
| A.C. Andrea Doria (B = riserve)   | Genova           |        |                     |
| S.S. Bel Paese (B = riserve)      | Genova           |        |                     |
| F.B.C. Entella (B = riserve)      | Chiavari (GE)    |        |                     |
| D.S. Grifone Ausonia              | Genova           |        |                     |
| S.S. Molassana                    | Genova-Molassana |        |                     |
| Dopolavoro Portuale (B = riserve) | Genova           |        |                     |
| Pol. Pro Recco                    | Recco (GE)       |        |                     |
| C.S. Ruentes (B = riserve)        | Rapallo (GE)     |        |                     |

#### Classifica finale[8]
|  | Pos. | Squadra         | Pt | G  | V | N | P | GF | GS | DR |
|  | ---- | --------------- | -- | -- | - | - | - | -- | -- | -- |
|  | 1.   | Pro Recco       | 19 | 14 |   |   |   |    |    |    |
|  | 2.   | Molassana       | 18 | 14 |   |   |   |    |    |    |
|  | 3.   | Entella B       | 16 | 14 |   |   |   |    |    |    |
|  | 4.   | Bel Paese B     | 15 | 14 |   |   |   |    |    |    |
|  | 5.   | Rapallo B       | 14 | 14 |   |   |   |    |    |    |
|  | 6.   | Andrea Doria B  | 12 | 14 |   |   |   |    |    |    |
|  | 7.   | Grifone Ausonia | 10 | 14 |   |   |   |    |    |    |
|  | 8.   | Portuale B      | 8  | 14 |   |   |   |    |    |    |

Legenda:
      Ammesso alle finali.
Regolamento:
Due punti a vittoria, uno a pareggio, zero a sconfitta.

### Girone D

#### Squadre partecipanti
| Squadra                            | Città                 | Stadio | Stagione precedente |
| ---------------------------------- | --------------------- | ------ | ------------------- |
| Aurora F.C.                        | Genova-Bolzaneto      |        |                     |
| A.P.F. Corniglianese (B = riserve) | Genova-Cornigliano    |        |                     |
| Dopolavoro Ferroviario             | Genova                |        |                     |
| F.C. Fiorente                      | Genova                |        |                     |
| U.S. Pontedecimo (B = riserve)     | Genova-Pontedecimo    |        |                     |
| A.P. Rivarolese (B = riserve)      | Genova-Rivarolo       |        |                     |
| F.S. Sestrese (B = riserve)        | Genova-Sestri Ponente |        |                     |
| U.S. Veloci Embriaci               | Genova                |        |                     |

#### Classifica finale
|  | Pos. | Squadra         | Pt       | G  | V | N | P | GF | GS | DR |
|  | ---- | --------------- | -------- | -- | - | - | - | -- | -- | -- |
|  | 1.   | Sestrese B      | 19       | 13 |   |   |   |    |    |    |
|  | 2.   | Aurora          | 18       | 13 |   |   |   |    |    |    |
|  | 3.   | Ferroviario     | 14       | 13 |   |   |   |    |    |    |
|  | 3.   | Veloci Embriaci | 14       | 13 |   |   |   |    |    |    |
|  | 5.   | Rivarolese B    | 12       | 13 |   |   |   |    |    |    |
|  | 5.   | Fiorente        | 12       | 13 |   |   |   |    |    |    |
|  | 7.   | Pontedecimo B   | 7        | 13 |   |   |   |    |    |    |
|  | --   | Corniglianese B | Ritirato |    |   |   |   |    |    |    |

Legenda:
      Ammesso alle finali.
 Ritirato durante il campionato.
Regolamento:
Due punti a vittoria, uno a pareggio, zero a sconfitta.
In caso di pari punti per le squadre fuori dalla zona promozione e retrocessione era in vigore il pari merito.

### Qualificazione alle finali
|                 | Risultato |             | Luogo e data          |
| --------------- | --------- | ----------- | --------------------- |
| Veloci Embriaci | 2 - 0     | Ferroviario | Genova, 10 marzo 1935 |
|                 |           |             |                       |

### Fase semifinale

#### Girone semifinale A
|  | Pos. | Squadra          | Pt       | G | V | N | P | GF | GS | DR |
|  | ---- | ---------------- | -------- | - | - | - | - | -- | -- | -- |
|  | 1.   | Loanese          | 7        | 4 |   |   |   |    |    |    |
|  | 2.   | Finalese         | 4        | 4 |   |   |   |    |    |    |
|  | 3.   | Scarpa & Magnano | 1        | 4 |   |   |   |    |    |    |
|  | ---  | Virtus           | Ritirato |   |   |   |   |    |    |    |

Legenda:
      Ammesso alle finali.
 Ritirato durante il campionato.
Regolamento:
Due punti a vittoria, uno a pareggio, zero a sconfitta.
In caso di pari punti per le squadre fuori dalla zona promozione e retrocessione era in vigore il pari merito.

#### Girone semifinale B
|  | Pos. | Squadra         | Pt       | G | V | N | P | GF | GS | DR |
|  | ---- | --------------- | -------- | - | - | - | - | -- | -- | -- |
|  | 1.   | Genova 1893 C   | 3        | 2 |   |   |   |    |    |    |
|  | 2.   | Savona B        | 1        | 2 |   |   |   |    |    |    |
|  | ---  | Sanremese B     | Ritirato |   |   |   |   |    |    |    |
|  | ---  | Ventimigliese B | Ritirato |   |   |   |   |    |    |    |
|  | ---  | Vado Azogeno    | Ritirato |   |   |   |   |    |    |    |

Legenda:
      Ammesso alle finali.
 Ritirato durante il campionato.
Regolamento:
Due punti a vittoria, uno a pareggio, zero a sconfitta.
In caso di pari punti per le squadre fuori dalla zona promozione e retrocessione era in vigore il pari merito.

#### Girone semifinale C
|  | Pos. | Squadra         | Pt | G | V | N | P | GF | GS | DR |
|  | ---- | --------------- | -- | - | - | - | - | -- | -- | -- |
|  | 1.   | Molassana       | 9  | 6 |   |   |   |    |    |    |
|  | 2.   | Aurora          | 6  | 6 |   |   |   |    |    |    |
|  | 3.   | Pro Recco       | 5  | 6 |   |   |   |    |    |    |
|  | 4.   | Veloci Embriaci | 4  | 6 |   |   |   |    |    |    |

Legenda:
      Ammesso alle finali.
Regolamento:
Due punti a vittoria, uno a pareggio, zero a sconfitta.
In caso di pari punti per le squadre fuori dalla zona promozione e retrocessione era in vigore il pari merito.

#### Girone semifinale D
|  | Pos. | Squadra      | Pt       | G | V | N | P | GF | GS | DR |
|  | ---- | ------------ | -------- | - | - | - | - | -- | -- | -- |
|  | 1.   | Rivarolese B | 7        | 4 |   |   |   |    |    |    |
|  | 2.   | Sestrese B   | 5        | 4 |   |   |   |    |    |    |
|  | 3.   | Bel Paese B  | 0        | 4 |   |   |   |    |    |    |
|  | ---  | Entella B    | Ritirato |   |   |   |   |    |    |    |

Legenda:
      Ammesso alle finali.
 Ritirato durante il campionato.
Regolamento:
Due punti a vittoria, uno a pareggio, zero a sconfitta.
In caso di pari punti per le squadre fuori dalla zona promozione e retrocessione era in vigore il pari merito.

### Finale
|               | Risultati |               | Luogo e data           |
| ------------- | --------- | ------------- | ---------------------- |
| Genova 1893 C | 2 - 2     | Rivarolese B  | Genova, 19 aprile 1935 |
| Loanese       | 4 - 2     | Molassana     | Loano, 19 aprile 1935  |
| Rivarolese B  | 2 - 2     | Genova 1893 C | Genova, 26 aprile 1935 |
| Molassana     | 1 - 1     | Loanese       | Genova, 26 aprile 1935 |
| Genova 1893 C | 2 - 0     | Rivarolese B  | Genova, 9 maggio 1935  |
|               |           |               |                        |

### Finale per il titolo

#### Classifica finale
|  | Pos. | Squadra       | Pt | G | V | N | P | GF | GS | DR |
|  | ---- | ------------- | -- | - | - | - | - | -- | -- | -- |
|  | 1.   | Loanese       | 3  | 2 | 1 | 1 | 0 | 6  | 4  | +2 |
|  | 2.   | Genova 1893 C | 1  | 2 | 0 | 1 | 1 | 4  | 6  | -2 |

Legenda:
      Campione Ligure di Terza Divisione 1934-1935.
  Promosso in Prima Divisione 1935-1936.
Regolamento:
Due punti a vittoria, uno a pareggio, zero a sconfitta.
In caso di pari punti per le squadre fuori dalla zona promozione e retrocessione era in vigore il pari merito.

#### Risultati
|               | Risultati |               | Luogo e data          |
| ------------- | --------- | ------------- | --------------------- |
| Genova 1893 C | 2 - 2     | Loanese       | Loano, 16 maggio 1935 |
| Loanese       | 4 - 2     | Genova 1893 C | Loano, 23 maggio 1935 |
|               |           |               |                       |

## Emilia

### Girone A

#### Squadre partecipanti
| Squadra                     | Città               | Stadio | Stagione precedente |
| --------------------------- | ------------------- | ------ | ------------------- |
| A.S. Parma (B = riserve)    | Parma               |        |                     |
| Petrolifera                 | Fornovo di Taro (PR |        |                     |
| Pro Calcio                  | Guastalla (RE)      |        |                     |
| A.C. Reggiana (B = riserve) | Reggio Emilia       |        |                     |
| Rubiera                     | Rubiera (RE)        |        |                     |
| Sassuolo F.C.               | Sassuolo (MO)       |        |                     |
| U.S. Scandianese            | Scandiano (RE)      |        |                     |

#### Classifica finale
|  | Pos. | Squadra | Pt | G  | V | N | P | GF | GS | DR |
|  | ---- | ------- | -- | -- | - | - | - | -- | -- | -- |
|  | 1.   | ??      | ?? | 12 |   |   |   |    |    |    |
|  | 2.   | ??      | ?? | 12 |   |   |   |    |    |    |
|  | 3.   | ??      | ?? | 12 |   |   |   |    |    |    |
|  | 4.   | ??      | ?? | 12 |   |   |   |    |    |    |
|  | 5.   | ??      | ?? | 12 |   |   |   |    |    |    |
|  | 6.   | ??      | ?? | 12 |   |   |   |    |    |    |
|  | 7.   | ??      | ?? | 12 |   |   |   |    |    |    |

Legenda:
      Ammesso alle finali.
Regolamento:
Due punti a vittoria, uno a pareggio, zero a sconfitta.
In caso di pari punti per le squadre fuori dalla zona promozione e retrocessione era in vigore il pari merito.

### Girone B

#### Squadre partecipanti
| Squadra                              | Città                      | Stadio | Stagione precedente |
| ------------------------------------ | -------------------------- | ------ | ------------------- |
| Bazzano                              | Bazzano (BO)               |        |                     |
| Bologna Sezione Calcio (C = allievi) | Bologna                    |        |                     |
| A.C. Carpi (B = riserve)             | Carpi (MO)                 |        |                     |
| S.G. Fortitudo                       | Bologna                    |        |                     |
| Mirabello                            | Mirabello (FE)             |        |                     |
| Modena F.C. (B = riserve)            | Modena                     |        |                     |
| S.S. Panigal                         | Bologna-Borgo Panigale     |        |                     |
| San Felice                           | San Felice sul Panaro (MO) |        |                     |
| Sant'Agostino                        | Sant'Agostino (FE)         |        |                     |

#### Classifica finale
|  | Pos. | Squadra | Pt | G  | V | N | P | GF | GS | DR |
|  | ---- | ------- | -- | -- | - | - | - | -- | -- | -- |
|  | 1.   | ??      | ?? | 16 |   |   |   |    |    |    |
|  | 2.   | ??      | ?? | 16 |   |   |   |    |    |    |
|  | 3.   | ??      | ?? | 16 |   |   |   |    |    |    |
|  | 4.   | ??      | ?? | 16 |   |   |   |    |    |    |
|  | 5.   | ??      | ?? | 16 |   |   |   |    |    |    |
|  | 6.   | ??      | ?? | 16 |   |   |   |    |    |    |
|  | 7.   | ??      | ?? | 16 |   |   |   |    |    |    |
|  | 8.   | ??      | ?? | 16 |   |   |   |    |    |    |
|  | 9.   | ??      | ?? | 16 |   |   |   |    |    |    |

Legenda:
      Ammesso alle finali.
Regolamento:
Due punti a vittoria, uno a pareggio, zero a sconfitta.
In caso di pari punti per le squadre fuori dalla zona promozione e retrocessione era in vigore il pari merito.

### Girone C

#### Squadre partecipanti
| Squadra                                             | Città                        | Stadio | Stagione precedente |
| --------------------------------------------------- | ---------------------------- | ------ | ------------------- |
| U.S. Altedo Calcio                                  | Altedo (BO)                  |        |                     |
| U.S. Baracca Lugo (B = riserve)                     | Lugo di Romagna (RA)         |        |                     |
| Baricella                                           | Baricella (BO)               |        |                     |
| Budrio                                              | Budrio (BO)                  |        |                     |
| G.S. Castel San Pietro                              | Castel San Pietro Terme (BO) |        |                     |
| U.S. Imolese (B = riserve)                          | Imola (BO)                   |        |                     |
| Polisportiva Molinella Sezione Calcio (B = riserve) | Molinella (BO)               |        |                     |
| S.P. Portuense (B = riserve)                        | Portomaggiore (FE)           |        |                     |

#### Classifica finale
|  | Pos. | Squadra | Pt | G  | V | N | P | GF | GS | DR |
|  | ---- | ------- | -- | -- | - | - | - | -- | -- | -- |
|  | 1.   | ??      | ?? | 14 |   |   |   |    |    |    |
|  | 2.   | ??      | ?? | 14 |   |   |   |    |    |    |
|  | 3.   | ??      | ?? | 14 |   |   |   |    |    |    |
|  | 4.   | ??      | ?? | 14 |   |   |   |    |    |    |
|  | 5.   | ??      | ?? | 14 |   |   |   |    |    |    |
|  | 6.   | ??      | ?? | 14 |   |   |   |    |    |    |
|  | 7.   | ??      | ?? | 14 |   |   |   |    |    |    |
|  | 8.   | ??      | ?? | 14 |   |   |   |    |    |    |

Legenda:
      Ammesso alle finali.
Regolamento:
Due punti a vittoria, uno a pareggio, zero a sconfitta.
In caso di pari punti per le squadre fuori dalla zona promozione e retrocessione era in vigore il pari merito.

### Girone D

#### Squadre partecipanti
| Squadra                       | Città                       | Stadio | Stagione precedente |
| ----------------------------- | --------------------------- | ------ | ------------------- |
| Ad Novas                      | Cesenatico (FO)             |        |                     |
| L. Arcangeli                  | Savignano sul Rubicone (FO) |        |                     |
| Forlimpopoli (B = riserve)    | Forlimpopoli (FO)           |        |                     |
| P. Guidi                      | Rimini-Bellaria (FO)        |        |                     |
| Libertas Rimini (B = riserve) | Rimini (FO)                 |        |                     |
| Morciano                      | Morciano di Romagna (FO)    |        |                     |
| A.C. Ravenna (B = riserve)    | Ravenna                     |        |                     |
| U.S. Russi (B = riserve)      | Russi (RA)                  |        |                     |
| U.S. Renato Serra             | Cesena (FO)                 |        |                     |

#### Classifica finale
|  | Pos. | Squadra | Pt | G  | V | N | P | GF | GS | DR |
|  | ---- | ------- | -- | -- | - | - | - | -- | -- | -- |
|  | 1.   | ??      | ?? | 16 |   |   |   |    |    |    |
|  | 2.   | ??      | ?? | 16 |   |   |   |    |    |    |
|  | 3.   | ??      | ?? | 16 |   |   |   |    |    |    |
|  | 4.   | ??      | ?? | 16 |   |   |   |    |    |    |
|  | 5.   | ??      | ?? | 16 |   |   |   |    |    |    |
|  | 6.   | ??      | ?? | 16 |   |   |   |    |    |    |
|  | 7.   | ??      | ?? | 16 |   |   |   |    |    |    |
|  | 8.   | ??      | ?? | 16 |   |   |   |    |    |    |
|  | 9.   | ??      | ?? | 16 |   |   |   |    |    |    |

Legenda:
      Ammesso alle finali.
Regolamento:
Due punti a vittoria, uno a pareggio, zero a sconfitta.
In caso di pari punti per le squadre fuori dalla zona promozione e retrocessione era in vigore il pari merito.

### Girone finale

#### Classifica finale
|  | Pos. | Squadra     | Pt | G | V | N | P | GF | GS | DR |
|  | ---- | ----------- | -- | - | - | - | - | -- | -- | -- |
|  | ?.   | Panigale    | ?  |   |   |   |   |    |    |    |
|  | ?.   | Sconosciuta | ?  |   |   |   |   |    |    |    |
|  | ?.   | Sconosciuta | ?  |   |   |   |   |    |    |    |
|  | ?.   | Sconosciuta | ?  |   |   |   |   |    |    |    |

Legenda:
      Campione Emiliano di Terza Divisione 1934-1935.
Regolamento:
Due punti a vittoria, uno a pareggio, zero a sconfitta.
In caso di pari punti per le squadre fuori dalla zona promozione e retrocessione era in vigore il pari merito.

## Toscana

### Girone A

#### Squadre partecipanti
| Squadra                   | Città            | Stadio | Stagione precedente |
| ------------------------- | ---------------- | ------ | ------------------- |
| U.S. Aquila (B = riserve) | Montevarchi (AR) |        |                     |
| G.S.F. Giovanni Berta     | Firenze          |        |                     |
| Prato S.C. (B = riserve)  | Prato (FI)       |        |                     |
| U.S. Sansepolcro          | Sansepolcro (AR) |        |                     |
| Dop. Vallecchi            | Firenze          |        |                     |

#### Classifica finale
|  | Pos. | Squadra   | Pt | G | V | N | P | GF | GS | DR |
|  | ---- | --------- | -- | - | - | - | - | -- | -- | -- |
|  | ?.   | Berta     | ?? | 8 |   |   |   |    |    |    |
|  | ?.   | Vallecchi | ?? | 8 |   |   |   |    |    |    |
|  | ?.   | ??        | ?? | 8 |   |   |   |    |    |    |
|  | ?.   | ??        | ?? | 8 |   |   |   |    |    |    |
|  | ?.   | ??        | ?? | 8 |   |   |   |    |    |    |

Legenda:
      Ammesso alle finali.
Regolamento:
Due punti a vittoria, uno a pareggio, zero a sconfitta.

### Girone B

#### Squadre partecipanti
| Squadra                        | Città            | Stadio | Stagione precedente |
| ------------------------------ | ---------------- | ------ | ------------------- |
| Empoli F.C. (B = riserve)      | Empoli (FI)      |        |                     |
| S.S. Delle Signe (B = riserve) | Signa (FI)       |        |                     |
| U.S. Montecatini (B = riserve) | Montecatini (PT) |        |                     |
| U.S. Torrenieri                | Torrenieri (SI)  |        |                     |

#### Classifica finale
|  | Pos. | Squadra    | Pt | G | V | N | P | GF | GS | DR |
|  | ---- | ---------- | -- | - | - | - | - | -- | -- | -- |
|  | ?.   | Torrenieri | ?? | 6 |   |   |   |    |    |    |
|  | ?.   | ??         | ?? | 6 |   |   |   |    |    |    |
|  | ?.   | ??         | ?? | 6 |   |   |   |    |    |    |
|  | ?.   | ??         | ?? | 6 |   |   |   |    |    |    |

Legenda:
      Ammesso alle finali.
Regolamento:
Due punti a vittoria, uno a pareggio, zero a sconfitta.

### Girone C

#### Squadre partecipanti
| Squadra                                            | Città              | Stadio | Stagione 1933-1934 |
| -------------------------------------------------- | ------------------ | ------ | ------------------ |
| U.S. Angelo Belloni (B = riserve)                  | Massa              |        |                    |
| U.S. Carrarese F. "Pietrino Binelli" (B = riserve) | Carrara            |        |                    |
| U.S. Collesalvetti                                 | Collesalvetti (LI) |        |                    |
| U.S. Grosseto (B = riserve)                        | Grosseto           |        |                    |
| U.S. Pontedera (B = riserve)                       | Pontedera (PI)     |        |                    |

#### Classifica finale
|  | Pos. | Squadra       | Pt | G | V | N | P | GF | GS | DR |
|  | ---- | ------------- | -- | - | - | - | - | -- | -- | -- |
|  | ?.   | Collesalvetti | ?? | 8 |   |   |   |    |    |    |
|  | ?.   | ??            | ?? | 8 |   |   |   |    |    |    |
|  | ?.   | ??            | ?? | 8 |   |   |   |    |    |    |
|  | ?.   | ??            | ?? | 8 |   |   |   |    |    |    |
|  | ?.   | ??            | ?? | 8 |   |   |   |    |    |    |

Legenda:
      Ammesso alle finali.
Regolamento:
Due punti a vittoria, uno a pareggio, zero a sconfitta.

### Girone finale
- Berta
- Collesalvetti
- Torrenieri
- Vallecchi

## Marche

### Girone A

#### Squadre partecipanti
| Squadra                              | Città                   | Stadio | Stagione precedente |
| ------------------------------------ | ----------------------- | ------ | ------------------- |
| S.S. Cuprense                        | Cupra Marittima (AP)    |        |                     |
| Polisportiva Fermana (B = riserve)   | Fermo (AP)              |        |                     |
| F.G.C. Ascoli                        | Ascoli Piceno           |        |                     |
| Porto Sant'Elpidio                   | Porto Sant'Elpidio (AP) |        |                     |
| S.S. Portocivitanovese (B = riserve) | Porto Civitanova (MC)   |        |                     |
| U.S. Sangiorgese                     | Porto San Giorgio (AP)  |        |                     |

#### Classifica finale
|  | Pos. | Squadra | Pt | G  | V | N | P | GF | GS | DR |
|  | ---- | ------- | -- | -- | - | - | - | -- | -- | -- |
|  | 1.   | ??      | ?? | 10 |   |   |   |    |    |    |
|  | 2.   | ??      | ?? | 10 |   |   |   |    |    |    |
|  | 3.   | ??      | ?? | 10 |   |   |   |    |    |    |
|  | 4.   | ??      | ?? | 10 |   |   |   |    |    |    |
|  | 5.   | ??      | ?? | 10 |   |   |   |    |    |    |
|  | 6.   | ??      | ?? | 10 |   |   |   |    |    |    |

Legenda:
      Ammesso alle finali.
Regolamento:
Due punti a vittoria, uno a pareggio, zero a sconfitta.
In caso di pari punti per le squadre fuori dalla zona promozione e retrocessione era in vigore il pari merito.

### Girone B

#### Squadre partecipanti
| Squadra                          | Città                      | Stadio | Stagione precedente |
| -------------------------------- | -------------------------- | ------ | ------------------- |
| S.P. Alma Juventus (B = riserve) | Fano (PS)                  |        |                     |
| Dopolavoro U.N.E.S.              | Ancona                     |        |                     |
| S.S.F. Falconarese               | Ancona-Falconara Marittima |        |                     |
| A.S. Jesi (B = riserve)          | Jesi (AN)                  |        |                     |
| Nova Vigor Senigallia            | Senigallia (AN)            |        |                     |
| Virtus                           | Pesaro                     |        |                     |

#### Classifica finale
|  | Pos. | Squadra | Pt | G  | V | N | P | GF | GS | DR |
|  | ---- | ------- | -- | -- | - | - | - | -- | -- | -- |
|  | 1.   | ??      | ?? | 10 |   |   |   |    |    |    |
|  | 2.   | ??      | ?? | 10 |   |   |   |    |    |    |
|  | 3.   | ??      | ?? | 10 |   |   |   |    |    |    |
|  | 4.   | ??      | ?? | 10 |   |   |   |    |    |    |
|  | 5.   | ??      | ?? | 10 |   |   |   |    |    |    |
|  | 6.   | ??      | ?? | 10 |   |   |   |    |    |    |

Legenda:
      Ammesso alle finali.
Regolamento:
Due punti a vittoria, uno a pareggio, zero a sconfitta.
In caso di pari punti per le squadre fuori dalla zona promozione e retrocessione era in vigore il pari merito.

### Girone C

#### Squadre partecipanti
| Squadra                     | Città             | Stadio | Stagione precedente |
| --------------------------- | ----------------- | ------ | ------------------- |
| S.S. Fabriano (B = riserve) | Fabriano (AN)     |        |                     |
| A.C. Macerata (B = riserve) | Macerata          |        |                     |
| S.S. Matelica               | Matelica (MC)     |        |                     |
| S.S. Nova Camera            | Camerino (MC)     |        |                     |
| Sassoferrato                | Sassoferrato (AN) |        |                     |

#### Classifica finale
|  | Pos. | Squadra | Pt | G | V | N | P | GF | GS | DR |
|  | ---- | ------- | -- | - | - | - | - | -- | -- | -- |
|  | 1.   | ??      | ?? | 8 |   |   |   |    |    |    |
|  | 2.   | ??      | ?? | 8 |   |   |   |    |    |    |
|  | 3.   | ??      | ?? | 8 |   |   |   |    |    |    |
|  | 4.   | ??      | ?? | 8 |   |   |   |    |    |    |
|  | 5.   | ??      | ?? | 8 |   |   |   |    |    |    |

Legenda:
      Ammesso alle finali.
Regolamento:
Due punti a vittoria, uno a pareggio, zero a sconfitta.
In caso di pari punti per le squadre fuori dalla zona promozione e retrocessione era in vigore il pari merito.

## Lazio

### Girone A

#### Squadre partecipanti
| Squadra                                     | Città                     | Stadio | Stagione precedente |
| ------------------------------------------- | ------------------------- | ------ | ------------------- |
| A.S. Alba                                   | Roma                      |        |                     |
| Polisportiva Bellator Frusino (B = riserve) | Frosinone                 |        |                     |
| O.N.D. Cisterna                             | Cisterna di Littoria (LT) |        |                     |
| Frascati                                    | Frascati (RM)             |        |                     |
| U.S. Italia Nova                            | Roma                      |        |                     |
| Nettuno                                     | Nettuno (RM)              |        |                     |
| A.S. Roma (C = allievi)                     | Roma                      |        |                     |
| Roman Club                                  | Roma                      |        |                     |

#### Classifica finale
|  | Pos. | Squadra            | Pt | G  | V  | N | P  | GF | GS | DR  |
|  | ---- | ------------------ | -- | -- | -- | - | -- | -- | -- | --- |
|  | 1.   | Roma C             | 25 | 14 | 12 | 1 | 1  | 38 | 7  | +31 |
|  | 2.   | Nettuno            | 18 | 14 | 7  | 4 | 3  | 22 | 20 | +2  |
|  | 3.   | Italia Nova        | 17 | 14 | 7  | 3 | 4  | 17 | 17 | 0   |
|  | 4.   | Alba Roma (-1)     | 14 | 14 | 5  | 5 | 4  | 17 | 22 | -5  |
|  | 4.   | Bellator Frusino B | 14 | 14 | 7  | 0 | 7  | 24 | 21 | +3  |
|  | 6.   | Cisterna           | 13 | 14 | 6  | 1 | 7  | 26 | 15 | +11 |
|  | 7.   | Frascati (-1)      | 7  | 14 | 3  | 3 | 9  | 17 | 34 | -17 |
|  | 8.   | Roman Club (-1)    | 1  | 14 | 1  | 0 | 13 | 12 | 39 | -27 |

Legenda:
      Ammesso alle finali.
Regolamento:
Due punti a vittoria, uno a pareggio, zero a sconfitta.
In caso di pari punti per le squadre fuori dalla zona promozione e retrocessione era in vigore il pari merito.
Note:
Alba Roma, Frascati e Roman Club hanno scontato 1 punto di penalizzazione in classifica per una rinuncia.

### Girone B

#### Squadre partecipanti
| Squadra                  | Città               | Stadio | Stagione precedente |
| ------------------------ | ------------------- | ------ | ------------------- |
| F.G.C. Isola Liri        | Isola del Liri (FR) |        |                     |
| G.S. Italcable Radio     | Roma                |        |                     |
| G.S. M.A.T.E.R.          | Roma                |        |                     |
| S.S. Lazio (C = allievi) | Roma                |        |                     |
| A.S. Sora (B = riserve)  | Sora (FR)           |        |                     |
| Subiaco                  | Subiaco (RM)        |        |                     |
| A.S. Tevere              | Roma                |        |                     |

#### Classifica finale
|  | Pos. | Squadra              | Pt | G  | V | N | P  | GF | GS | DR  |
|  | ---- | -------------------- | -- | -- | - | - | -- | -- | -- | --- |
|  | 1.   | Lazio C              | 20 | 12 | 9 | 2 | 1  | 32 | 13 | +19 |
|  | 2.   | Tevere               | 18 | 12 | 6 | 6 | 0  | 19 | 9  | +10 |
|  | 3.   | MATER                | 17 | 12 | 6 | 5 | 1  | 25 | 11 | +14 |
|  | 4.   | Subiaco              | 13 | 12 | 6 | 1 | 5  | 18 | 18 | 0   |
|  | 5.   | Italcable Radio (-1) | 8  | 12 | 3 | 3 | 6  | 16 | 18 | -2  |
|  | 6.   | Sora B (-2)          | 3  | 12 | 2 | 1 | 9  | 9  | 25 | -16 |
|  | 7.   | Isola Liri (-2)      | 0  | 12 | 1 | 0 | 11 | 5  | 31 | -26 |

Legenda:
      Ammesso alle finali.
Regolamento:
Due punti a vittoria, uno a pareggio, zero a sconfitta.
In caso di pari punti per le squadre fuori dalla zona promozione e retrocessione era in vigore il pari merito.
Note:
Italcable Radio ha scontato 1 punto di penalizzazione in classifica per una rinuncia.
Isola Liri e Sora B hanno scontato 2 punti di penalizzazione in classifica per due rinunce.

### Girone finale
|  | Pos. | Squadra      | Pt | G | V | N | P | GF | GS | DR |
|  | ---- | ------------ | -- | - | - | - | - | -- | -- | -- |
|  | 1.   | Tevere       | 9  | 6 | 4 | 1 | 1 | 9  | 6  | +3 |
|  | 2.   | Roma C       | 8  | 6 | 4 | 0 | 2 | 7  | 2  | +5 |
|  | 3.   | MATER        | 5  | 6 | 1 | 3 | 2 | 3  | 5  | -2 |
|  | 4.   | Nettuno (-1) | 1  | 6 | 0 | 2 | 4 | 3  | 9  | -6 |

Legenda:
      Campione laziale di Terza Divisione 1934-1935.
      Successivamente ammesso in Prima Divisione 1935-1936.
Regolamento:
Due punti a vittoria, uno a pareggio, zero a sconfitta.
Note:
Nettuno ha scontato 1 punto di penalizzazione in classifica per una rinuncia.

## Campania

### Girone A

#### Squadre partecipanti
| Squadra                   | Città                       | Stadio | Stagione precedente |
| ------------------------- | --------------------------- | ------ | ------------------- |
| F.G.C. Salerno            | Salerno                     |        |                     |
| Gragnano                  | Gragnano (NA)               |        |                     |
| A.C. Napoli (C = allievi) | Napoli                      |        |                     |
| F.C. Sangiuseppese        | San Giuseppe Vesuviano (NA) |        |                     |
| F.S. Savoia (B = riserve) | Torre Annunziata (NA)       |        |                     |

#### Classifica finale
|  | Pos. | Squadra        | Pt | G | V | N | P | GF | GS | DR |
|  | ---- | -------------- | -- | - | - | - | - | -- | -- | -- |
|  | ?.   | F.G.C. Salerno | ?? | 8 |   |   |   |    |    |    |
|  | ?.   | Napoli C       | ?? | 8 |   |   |   |    |    |    |
|  | ?.   | ??             | ?? | 8 |   |   |   |    |    |    |
|  | ?.   | ??             | ?? | 8 |   |   |   |    |    |    |
|  | ?.   | ??             | ?? | 8 |   |   |   |    |    |    |

Legenda:
      Ammesso alle finali.
Regolamento:
Due punti a vittoria, uno a pareggio, zero a sconfitta.

### Girone B

#### Squadre partecipanti
| Squadra                        | Città                      | Stadio | Stagione precedente |
| ------------------------------ | -------------------------- | ------ | ------------------- |
| P.F. Aversana                  | Aversa (NA)                |        |                     |
| U.S.F. Bagnolese (B = riserve) | Napoli-Bagnoli             |        |                     |
| F.S. Giugliano                 | Giugliano in Campania (NA) |        |                     |
| U.S. Maddalonese               | Maddaloni (NA)             |        |                     |

#### Classifica finale
|  | Pos. | Squadra     | Pt | G | V | N | P | GF | GS | DR   |
|  | ---- | ----------- | -- | - | - | - | - | -- | -- | ---- |
|  | 1.   | Giugliano   | 8  | 6 | 4 | 0 | 2 | 15 | 8  | +7   |
|  | 2.   | Aversana    | 7  | 6 | 3 | 1 | 2 | 13 | 14 | -1   |
|  | 3.   | Maddalonese | 6  | 6 | 2 | 2 | 2 | 8  | 9  | -1   |
|  | 4.   | Bagnolese B | 3  | 6 | 1 | 1 | 4 | ?  | ?  | (-5) |

Legenda:
      Ammesso alle finali.
Regolamento:
Due punti a vittoria, uno a pareggio, zero a sconfitta.

### Girone C

#### Squadre partecipanti
| Squadra                       | Città      | Stadio | Stagione precedente |
| ----------------------------- | ---------- | ------ | ------------------- |
| A.C. Benevento (B = riserve)  | Benevento  |        |                     |
| U.S. Campobasso (B = riserve) | Campobasso |        |                     |
| Isernina                      | Isernia    |        |                     |

#### Classifica finale
|  | Pos. | Squadra  | Pt | G | V | N | P | GF | GS | DR |
|  | ---- | -------- | -- | - | - | - | - | -- | -- | -- |
|  | 1.   | Isernina | ?? | 4 |   |   |   |    |    |    |
|  | 2.   | ??       | ?? | 4 |   |   |   |    |    |    |
|  | 3.   | ??       | ?? | 4 |   |   |   |    |    |    |

Legenda:
      Ammesso alle finali.
Regolamento:
Due punti a vittoria, uno a pareggio, zero a sconfitta.

### Girone finale
|  | Pos. | Squadra        | Pt | G  | V | N | P  | GF | GS | DR  |
|  | ---- | -------------- | -- | -- | - | - | -- | -- | -- | --- |
|  | 1.   | Napoli C       | 16 | 10 | 8 | 0 | 2  | 45 | 9  | +36 |
|  | 1.   | Giugliano      | 16 | 10 | 8 | 0 | 2  | 23 | 14 | +9  |
|  | 3.   | Aversana       | 10 | 10 | 4 | 2 | 4  | 13 | 22 | -9  |
|  | 4.   | F.G.C. Salerno | 9  | 10 | 4 | 1 | 5  | 13 | 17 | -4  |
|  | 4.   | Maddalonese    | 9  | 10 | 4 | 1 | 5  | 21 | 20 | +1  |
|  | 6.   | Isernina       | 0  | 10 | 0 | 0 | 10 | 3  | 36 | -33 |

Legenda:
      Campione campano di Terza Divisione.
      Promosso in Prima Divisione 1935-1936.
Regolamento:
Due punti a vittoria, uno a pareggio, zero a sconfitta.

### Spareggio per il titolo
|          | Risultato |           | Luogo e data            |
| -------- | --------- | --------- | ----------------------- |
| Napoli C | 4 - 0     | Giugliano | Aversa, 23 giugno 1935. |
|          |           |           |                         |

## Puglia

### Girone A

#### Squadre partecipanti
| Squadra                        | Città                   | Stadio | Stagione precedente |
| ------------------------------ | ----------------------- | ------ | ------------------- |
| U.S. Cerignola (B = riserve)   | Cerignola (FG)          |        |                     |
| U.S. Foggia (C = allievi)      | Foggia                  |        |                     |
| O.N.D. Alfio Lepore            | Lucera (FG)             |        |                     |
| A.S. Manfredonia (B = riserve) | Manfredonia (FG)        |        |                     |
| U.S. Sammarco                  | San Marco in Lamis (FG) |        |                     |
| U.S. San Severo                | San Severo (FG)         |        |                     |
| U.S. Serracapriola             | Serracapriola (FG)      |        |                     |
| U.P. Torremaggiore             | Torremaggiore (FG)      |        |                     |

#### Classifica finale
|  | Pos. | Squadra            | Pt       | G  | V | N | P | GF | GS | DR  |
|  | ---- | ------------------ | -------- | -- | - | - | - | -- | -- | --- |
|  | 1.   | Audace Cerignola B | 17       | 12 | 8 | 1 | 3 | 44 | 10 | +3  |
|  | 2.   | A. Lepore          | 15       | 12 | 7 | 1 | 4 | 18 | 14 | +4  |
|  | 3.   | San Severo         | 14       | 12 | 5 | 4 | 3 | 19 | 14 | +5  |
|  | 4.   | Manfredonia B      | 12       | 12 | 5 | 2 | 5 | 33 | 18 | +15 |
|  | 5.   | Sammarco           | 11       | 12 | 5 | 1 | 6 | 24 | 36 | -12 |
|  | 6.   | Foggia C           | 9        | 12 | 3 | 3 | 6 | 12 | 30 | -18 |
|  | 7.   | Serracapriola      | 4        | 12 | 1 | 2 | 9 | 9  | 41 | -32 |
|  | --   | Torremaggiore      | Ritirato |    |   |   |   |    |    |     |

Legenda:
      Ammesso alle finali regionali.
 Ritirato durante il campionato.
Regolamento:
Due punti a vittoria, uno a pareggio, zero a sconfitta.
Pari merito in caso di pari punti.

### Girone B

#### Squadre partecipanti
| Squadra              | Città              | Stadio | Stagione precedente |
| -------------------- | ------------------ | ------ | ------------------- |
| U.S.F. Barletta      | Barletta (BA)      |        |                     |
| U.S. Biscegliese     | Bisceglie (BA)     |        |                     |
| S.S.F. Bitonto       | Bitonto (BA)       |        |                     |
| S.S. Armando Diaz    | Bisceglie (BA)     |        |                     |
| O.N.D. Giovinazzo    | Giovinazzo (BA)    |        |                     |
| O.N.D. Santo Spirito | Bari-Santo Spirito |        |                     |
| U.S. Terlizzi        | Terlizzi (BA)      |        |                     |
| A.S. Trani           | Trani (BA)         |        |                     |

#### Classifica finale
|  | Pos. | Squadra           | Pt       | G  | V | N | P  | GF | GS | DR  |
|  | ---- | ----------------- | -------- | -- | - | - | -- | -- | -- | --- |
|  | 1.   | Giovinazzo        | 19       | 13 | 9 | 1 | 3  | 41 | 19 | +22 |
|  | 2.   | Terlizzi          | 18       | 13 | 8 | 2 | 3  | 19 | 9  | +10 |
|  | 3.   | Biscegliese       | 16       | 13 | 6 | 4 | 3  | 26 | 17 | +9  |
|  | 4.   | Barletta          | 16       | 13 | 7 | 2 | 4  | 26 | 18 | +8  |
|  | 5.   | Armando Diaz      | 12       | 13 | 5 | 2 | 6  | 23 | 16 | +7  |
|  | 6.   | OND Santo Spirito | 9        | 13 | 4 | 1 | 8  | 15 | 44 | -29 |
|  | 7.   | Bitonto           | 5        | 13 | 2 | 1 | 10 | 10 | 29 | -19 |
|  | --   | Trani             | Ritirato |    |   |   |    |    |    |     |

Legenda:
      Ammesso alle finali regionali.
 Ritirato durante il campionato.
Regolamento:
Due punti a vittoria, uno a pareggio, zero a sconfitta.
Pari merito in caso di pari punti.

#### Spareggio d'accesso alle finali
|             | Risultati   |          | Luogo e data            |
| ----------- | ----------- | -------- | ----------------------- |
| Biscegliese | 3 - 1 (dts) | Barletta | Terlizzi, 7 aprile 1935 |
|             |             |          |                         |

### Girone C

#### Squadre partecipanti
| Squadra                    | Città                | Stadio | Stagione precedente |
| -------------------------- | -------------------- | ------ | ------------------- |
| U.S. Bari (C = allievi)    | Bari                 |        |                     |
| F.G.C. Casamassima         | Casamassima (BA)     |        |                     |
| F.G.C. Conversano          | Conversano (BA)      |        |                     |
| U.S. Araldo Di Crollalanza | Mola di Bari (BA)    |        |                     |
| G.S. Generale Pugliese     | Bari                 |        |                     |
| Giovani Calciatori Gioiesi | Gioia del Colle (BA) |        |                     |
| F.G.C. Modugno             | Modugno (BA)         |        |                     |
| U.S. Piccoli Nero Azzurri  | Bari                 |        |                     |
| U.S. Triggiano             | Triggiano (BA)       |        |                     |

#### Classifica finale
|  | Pos. | Squadra               | Pt       | G  | V | N | P  | GF | GS | DR  |
|  | ---- | --------------------- | -------- | -- | - | - | -- | -- | -- | --- |
|  | 1.   | Generale Pugliese     | 21       | 14 | 9 | 3 | 2  | 34 | 8  | +26 |
|  | 2.   | Triggiano             | 18       | 14 | 8 | 2 | 4  | 33 | 23 | +10 |
|  | 2.   | Araldo Di Crollalanza | 18       | 14 | 8 | 2 | 4  | 25 | 18 | +7  |
|  | 4.   | Gioiesi               | 15       | 14 | 6 | 3 | 5  | 18 | 20 | -2  |
|  | 5.   | F.G.C. Modugno        | 14       | 14 | 6 | 2 | 6  | 27 | 27 | 0   |
|  | 6.   | Bari C                | 11       | 14 | 5 | 1 | 8  | 18 | 22 | -4  |
|  | 7.   | F.G.C. Conversano     | 9        | 14 | 3 | 3 | 8  | 14 | 33 | -19 |
|  | 8.   | Piccoli Nero Azzurri  | 6        | 14 | 2 | 2 | 10 | 12 | 30 | -18 |
|  | --   | FGC Casamassima       | Ritirato |    |   |   |    |    |    |     |

Legenda:
      Ammesso alle finali regionali.
 Ritirato durante il campionato.
Regolamento:
Due punti a vittoria, uno a pareggio, zero a sconfitta.
Pari merito in caso di pari punti.

### Girone D

#### Squadre partecipanti
| Squadra                    | Città                      | Stadio | Stagione precedente |
| -------------------------- | -------------------------- | ------ | ------------------- |
| U.S. Galatina              | Galatina (LE)              |        |                     |
| U.S. Maglie                | Maglie (LE)                |        |                     |
| A.S. Ostuni                | Ostuni (BR)                |        |                     |
| U.S. Pro Lecce             | Lecce                      |        | Società rifondata   |
| U.S. San Vito              | San Vito dei Normanni (BR) |        |                     |
| A.S. Taranto (B = riserve) | Taranto                    |        |                     |

#### Classifica finale
|  | Pos. | Squadra        | Pt | G  | V | N | P | GF | GS | DR |
|  | ---- | -------------- | -- | -- | - | - | - | -- | -- | -- |
|  | 1.   | Ostuni         | 13 | 10 | 5 | 3 | 2 | 14 | 12 | +2 |
|  | 2.   | San Vito       | 12 | 10 | 5 | 2 | 3 | 20 | 14 | +6 |
|  | 2.   | Maglie         | 12 | 10 | 5 | 2 | 3 | 17 | 13 | +4 |
|  | 2.   | Pro Lecce      | 12 | 10 | 5 | 2 | 3 | 15 | 13 | +2 |
|  | 5.   | Galatina (-2)  | 4  | 10 | 2 | 2 | 6 | 7  | 14 | -7 |
|  | 6.   | Taranto B (-2) | 3  | 10 | 2 | 1 | 7 | 13 | 20 | -7 |

Legenda:
      Ammesso alle finali regionali.
 Va agli spareggi per l'ammissione alle finali.
Regolamento:
Due punti a vittoria, uno a pareggio, zero a sconfitta.
Pari merito in caso di pari punti.
Note:
Galatina e Taranto B hanno scontato 2 punti di penalizzazione in classifica per due rinunce.

#### Girone di spareggio
|  | Pos. | Squadra   | Pt | G | V | N | P | GF | GS | DR |
|  | ---- | --------- | -- | - | - | - | - | -- | -- | -- |
|  | 1.   | Pro Lecce | 5  | 4 | 2 | 1 | 1 | 8  | 4  | +4 |
|  | 2.   | San Vito  | 4  | 4 | 1 | 2 | 1 | 4  | 7  | +7 |
|  | 3.   | Maglie    | 3  | 4 | 0 | 3 | 1 | 4  | 5  | -1 |

Legenda:
      Ammesso (o ripescato per rinunce nel girone A) alle finali regionali.
Regolamento:
Due punti a vittoria, uno a pareggio, zero a sconfitta.
Pari merito in caso di pari punti.

### Girone finale A

#### Classifica finale
|  | Pos. | Squadra        | Pt | G | V | N | P | GF | GS | DR |
|  | ---- | -------------- | -- | - | - | - | - | -- | -- | -- |
|  | 1.   | Giovinazzo     | 8  | 6 | 4 | 0 | 2 | 11 | 7  | +4 |
|  | 2.   | San Severo     | 7  | 6 | 3 | 1 | 2 | 17 | 12 | +5 |
|  | 2.   | Biscegliese    | 7  | 6 | 3 | 1 | 2 | 14 | 14 | 0  |
|  | 4.   | Triggiano (-2) | 0  | 6 | 1 | 0 | 5 | 10 | 19 | -9 |

Legenda:
      Ammesso alla finale.
Regolamento:
Due punti a vittoria, uno a pareggio, zero a sconfitta.
Pari merito in caso di pari punti.
Note:
Triggiano ha scontato 2 punti di penalizzazione in classifica per due rinunce.

### Girone finale B

#### Classifica finale
|  | Pos. | Squadra     | Pt       | G | V | N | P | GF | GS | DR |
|  | ---- | ----------- | -------- | - | - | - | - | -- | -- | -- |
|  | 1.   | Pro Lecce   | 8        | 5 | 4 | 0 | 1 | 8  | 4  | +4 |
|  | 2.   | Ostuni      | 6        | 5 | 3 | 0 | 2 | 7  | 7  | 0  |
|  | 3.   | Biscegliese | 4        | 5 | 2 | 0 | 3 | 10 | 7  | +3 |
|  | --   | San Vito    | Ritirato |   |   |   |   |    |    |    |

Legenda:
      Ammesso alla finale.
 Ritirato durante il campionato.
Regolamento:
Due punti a vittoria, uno a pareggio, zero a sconfitta.
Pari merito in caso di pari punti.

### Finali pugliesi della Terza Divisione
|  | Pos. | Squadra    | Pt | G | V | N | P | GF | GS | DR |
|  | ---- | ---------- | -- | - | - | - | - | -- | -- | -- |
|  | 1.   | Pro Lecce  | 4  | 3 | 2 | 0 | 1 | 8  | 5  | +3 |
|  | 2.   | Giovinazzo | 2  | 3 | 1 | 0 | 2 | 5  | 8  | -3 |

Legenda:
      Campione pugliese di Terza Divisione 1934-1935.
  Promosso nella nuova Prima Divisione 1935-1936.
Regolamento:
Due punti a vittoria, uno a pareggio, zero a sconfitta.
In caso di pari punti per le squadre fuori dalla zona promozione e retrocessione era in vigore il pari merito.
Nelle doppie finali in caso di pari punti e parità di reti fatte e subite veniva disputata una terza gara (non esisteva la regola relativa alle reti segnate in trasferta).

#### Risultati
|            | Risultati |            | Luogo e data               |
| ---------- | --------- | ---------- | -------------------------- |
| Pro Lecce  | 3 - 0     | Giovinazzo | Lecce, 16 giugno 1935      |
| Giovinazzo | 4 - 1     | Pro Lecce  | Giovinazzo, 23 giugno 1935 |
| Pro Lecce  | 4 - 1     | Giovinazzo | Bari, 29 giugno 1935       |
|            |           |            |                            |

## Sicilia

### Girone unico

#### Squadre partecipanti
| Squadra                            | Città                | Stadio | Stagione precedente |
| ---------------------------------- | -------------------- | ------ | ------------------- |
| U.S. Alcamo (B = riserve)          | Alcamo (TP)          |        |                     |
| Arenella                           | Palermo              |        |                     |
| Pro Bagheria (ritirata)            | Bagheria (PA)        |        |                     |
| Sant'Erasmo                        | Palermo              |        |                     |
| A.S. Termini Imerese (B = riserve) | Termini Imerese (PA) |        |                     |

#### Classifica finale
|  | Pos. | Squadra | Pt | G | V | N | P | GF | GS | DR |
|  | ---- | ------- | -- | - | - | - | - | -- | -- | -- |
|  | 1.   | ??      | ?? | 8 |   |   |   |    |    |    |
|  | 2.   | ??      | ?? | 8 |   |   |   |    |    |    |
|  | 3.   | ??      | ?? | 8 |   |   |   |    |    |    |
|  | 4.   | ??      | ?? | 8 |   |   |   |    |    |    |
|  | 5.   | ??      | ?? | 8 |   |   |   |    |    |    |

Legenda:
Regolamento:
Due punti a vittoria, uno a pareggio, zero a sconfitta.

## Sardegna
Non organizzato. Venne disputata, in questa stagione, una Seconda Divisione.

### Giornali
- Il Littoriale, anni 1934 e 1935 dal sito dell'Emeroteca del CONI.
- Gazzetta del Mezzogiorno, anni 1934 e 1935.
- Il Biellese, anni 1934 e 1935, consultabile online.
- Il Lavoro, di Genova, anni 1934 e 1935, consultabile online.
- Gazzetta di Venezia, anni 1934 e 1935 dal sito della Biblioteca nazionale centrale di Roma.
- La Voce di Bergamo, anni 1934 e 1935, consultabile online.

### Libri
- Paolo Buonanno, 85 anni di calcio a Giugliano, Una storia in gialloblu, Giugliano in Campania, Abbiabbè, 2013,  p. 38.
- Carlo Partenzi, Il dopolavoro Ferrovie Nord Milano - Una storia... nella storia, Milano, Circolo Ricreativo Aziendale FNM, 2004,  p. 125.